# Нака Тацуя

## Біографія
Нака Тацуя народився 29 травня 1964 року в Токіо, Японія. Займатися карате розпочав у першому класі середньої школи, спочатку в стилі вадо-рю, а згодом, навчаючись у Такушоку університеті, перейшов на шотокан під керівництвом сенсея Цуями. Після закінчення університету в 1986 році вступив до інструкторського курсу JKA, який закінчив 1989 року.

## Спортивні досягнення
Нака брав участь у національних та міжнародних змаганнях JKA, здобувши:
- 1-ше місце в куміте на 35-му чемпіонаті Японії JKA (1992)[7].
- 3-тє місце в куміте на 4-му чемпіонаті Шото World Cup (Токіо, 1992)[8].
- 3-тє місце в куміте на 43-му чемпіонаті Японії JKA (2000)[9].
- 1-ше місце в куміте та 2-ге в ката на 47-му чемпіонаті Японії JKA (2004)[10].
- 1-ше місце в ката на 48-му чемпіонаті Японії JKA (2005)[11].
- 2-ге місце в ката на 49-му чемпіонаті Японії JKA (2006)[12].
- 1-ше місце в ката на 51-му чемпіонаті Японії JKA (2008)[13].

## Викладацька діяльність
З 1989 року Нака працює інструктором у головному офісі JKA в Токіо, регулярно проводить семінари в Японії та за кордоном. Відомий поєднанням традиційних принципів шотокан з сучасними методами біомеханіки.

## Кінокар'єра
Окрім спортивної роботи, Нака знімався у фільмах:
- «Чорний пояс» (Kuro Obi, 2007) — роль Таікана[16][17].
- «Дівчина з високим ударом» (High-Kick Girl!, 2009) — роль батька героїні[18].
- «Каратистка» (Karate Girl, 2011) — роль батька героїні[19].

## Філософія
Нака вважає карате шляхом самовдосконалення, наголошує на розумінні техніки, етики та моральних цінностей у бойових мистецтвах.